# Lord of the Lost
 For alternative betydninger, se Lord of the Lost (flertydig). (Se også artikler, som begynder med Lord of the Lost)
Lord of the Lost er et Tysk heavy metal band grundlagt i Hamborg, i Tyskland i 2007.
Gruppen har repræsenteret Tyskland i Eurovision Song Contest 2023 med sangen "Blood & Glitter" og fik en sidste plads i finalen.